# Savage Reign
Savage Reign est un jeu vidéo de combat développé et édité en 1995 par SNK sur le système d'arcade Neo-Geo MVS, sur console Neo-Geo AES et Neo-Geo CD (NGM 059),,.

## Système de jeu
Le jeu se présente sous la forme d'un tag match, mais vous ne pouvez switcher que dans la zone dédiée, le système est celui à 4 boutons classique chez SNK.